# Dorfkirche Schwarza

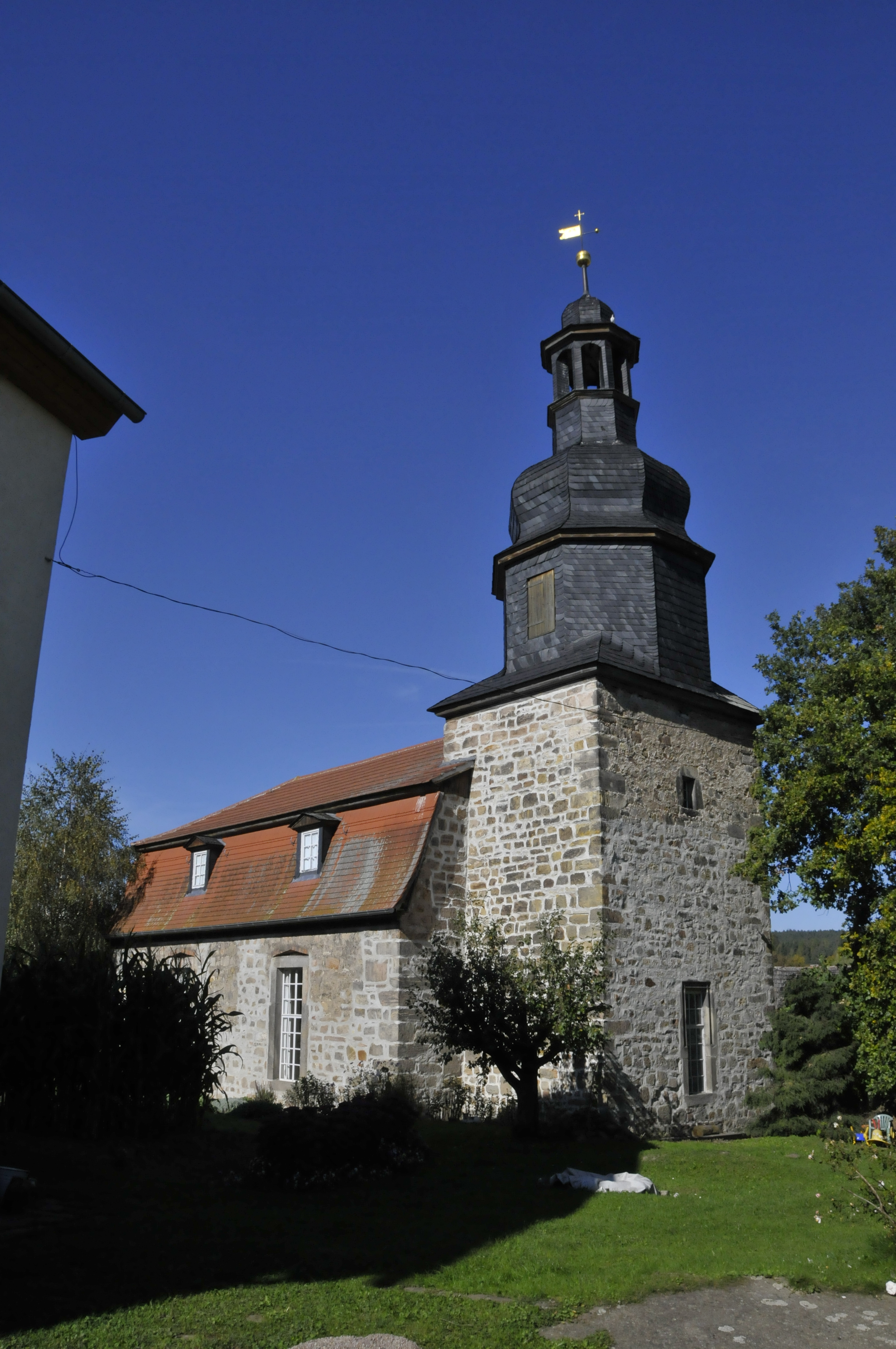
Die Kirche

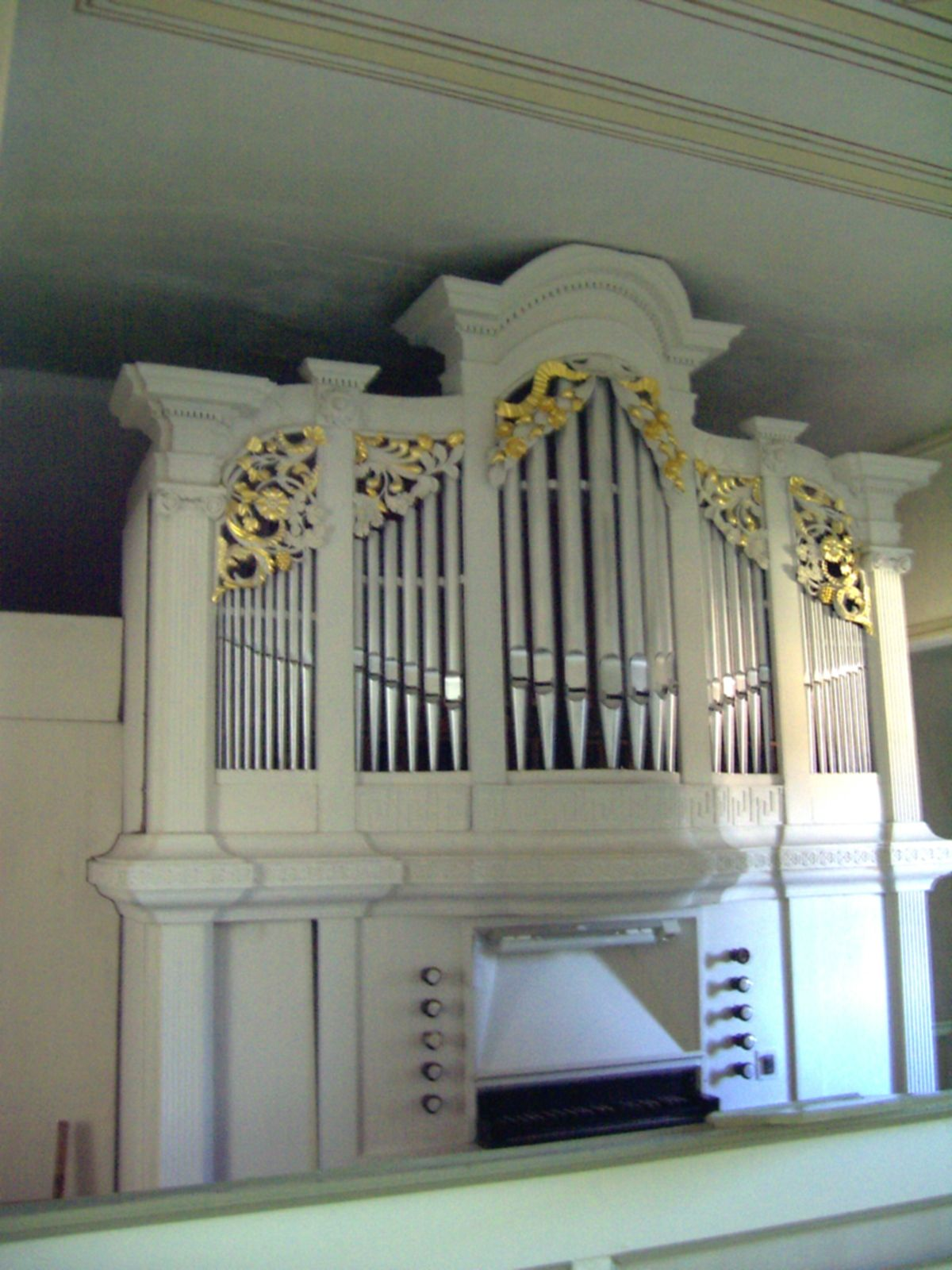
Orgel

Die evangelische Dorfkirche Schwarza im Ortsteil Schwarza der Stadt Blankenhain im Landkreis Weimarer Land in Thüringen befindet sich im südwestlichen Dorf.

## Geschichte
Im Jahre 1716 wurde die alte Dorfkirche, von der keine frühere Erwähnung bekannt ist, umgebaut und am 17. Dezember 1716 der neue Kirchturm gerichtet. 1717 wurde sie ausgemalt. Unerwarteter Schneefall am 25. Mai 1705 zu Pfingsten brachte Einsturzgefahr und wurde Auslöser des Umbaus.
Zum hundertjährigen Jubiläum am 12. Mai 1817 brach eine Empore wegen Überlastung zusammen; sie wurde erneuert.

## Kirchenraum
Die flachgedeckte barocke Stufenhalle ist in beiden Seitenschiffen und am Westende mit zwei Emporen ausgestattet. Die Kanzel hängt über dem Altar, ohne das beide zu einem Kanzelaltar zusammengefasst wären. In den letzten Jahren wurde alles sorgfältig restauriert.

## Beschallung
Von den Glocken wurde die älteste 1761 von Johann Mayer (Rudolstadt) gegossen, jener Gießerei, die Friedrich von Schiller zu seinem Gedicht „Die Glocke“ animierte. Sie wird von einer 1936 in der Gießerei Gebrüder Ulrich / Heinrich Ulrich GmbH (Apolda) entstandenen Bronzeglocke begleitet.
Die Orgel wurde 1829/30 von Johann Friedrich Schulze (Milbitz/Paulinzella) gebaut. Bei ihm war Karl August Witzmann als Geselle tätig, was eine Eintragung im Orgelgehäuse belegt. (Eintragung im Orgelinnern)

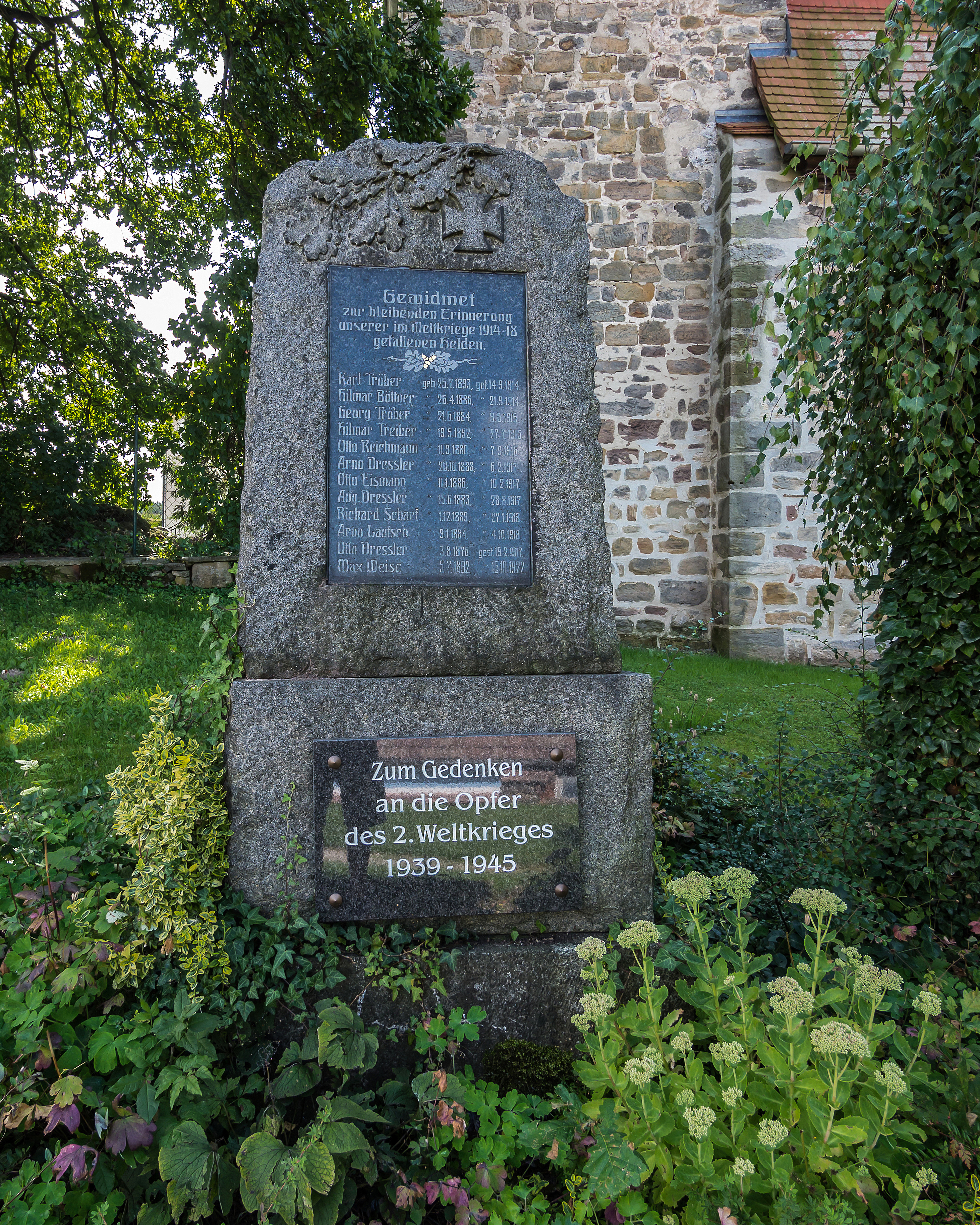
Kriegerdenkmal an der Kirche
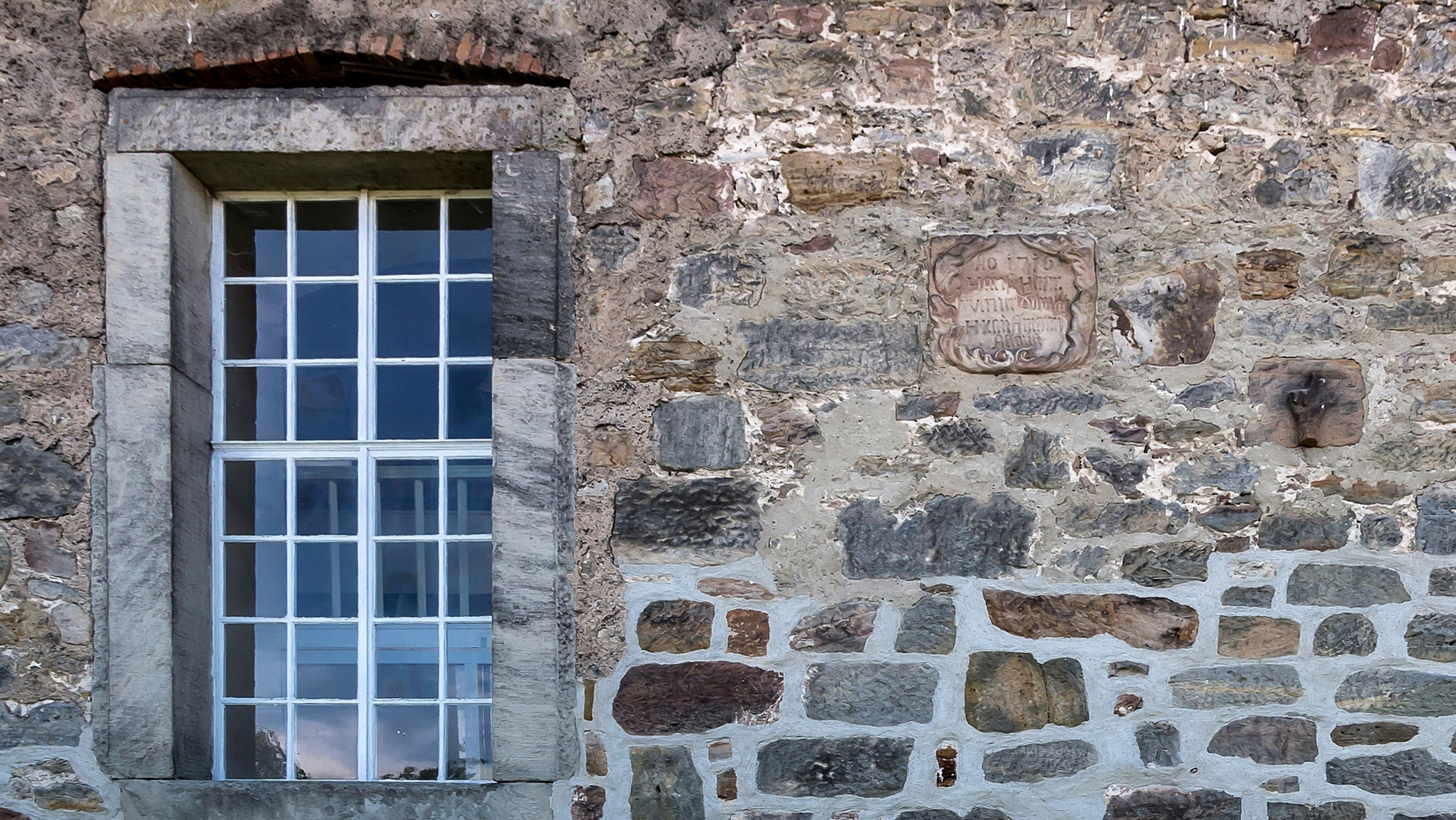
Fassade mit Inschrift